# Geofizyczna definicja planety

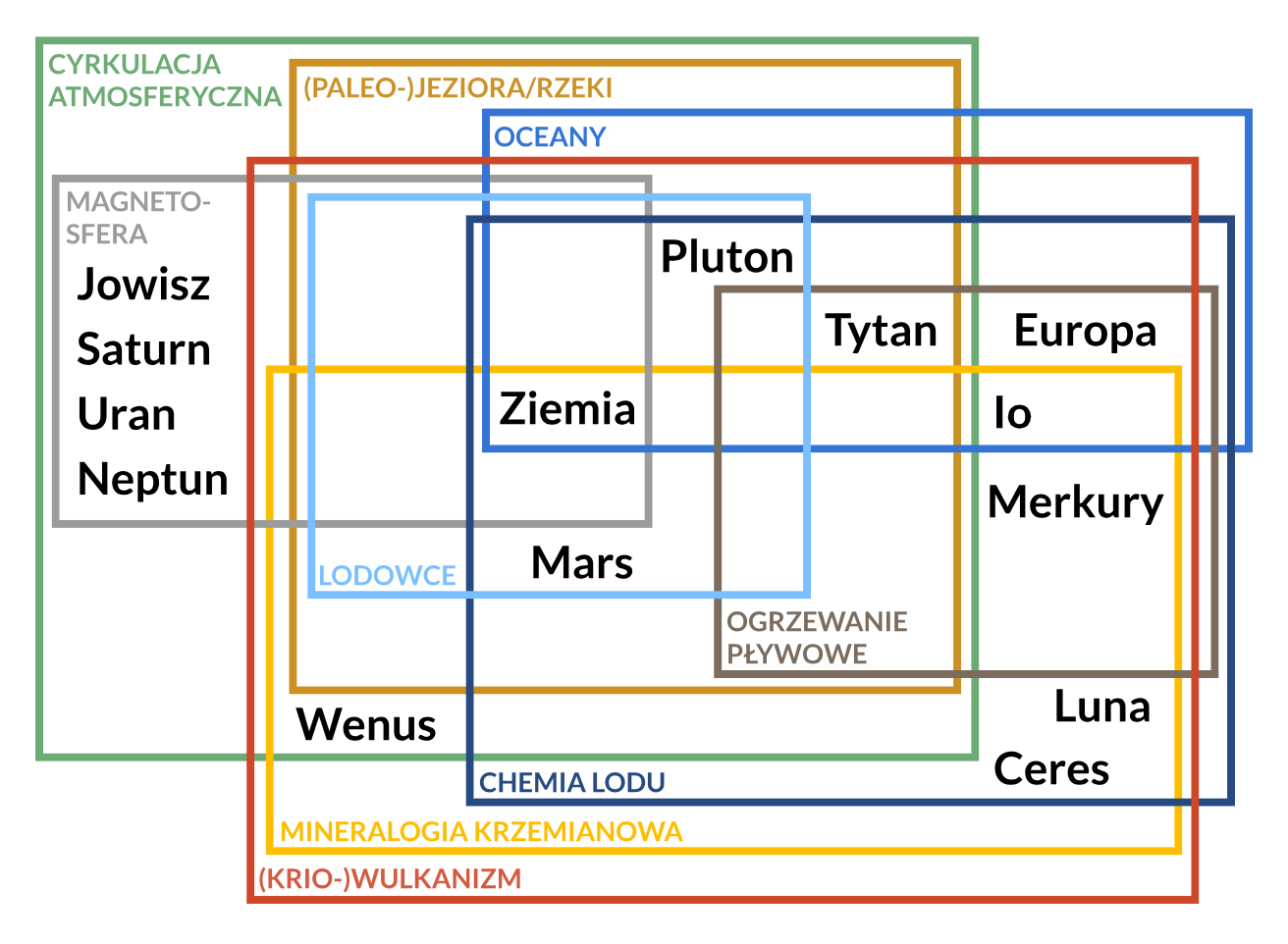
Schemat przedstawiający przykładowe planety oraz kilka spośród ich różnych cech geologicznych. Żadna planeta nie zawiera się we wszystkich prostokątach, a niektóre planety, jak np. Merkury i Jowisz, mają ze sobą niewiele prostokątów wspólnych. Nakładanie się splata jednak wszystkie prostokąty, co przemawia za nadrzędną koncepcją planety obejmującą wszystkie te różnorodne ciała niebieskie. Różnorodność planetarna nie umniejsza zatem koncepcji, że ich jednoczącą cechą charakterystyczną jest złożoność geologiczna

Geofizyczna definicja planety – definicja planety oparta na cechach geofizycznych i geologicznych ciała niebieskiego, stosowana przez geofizyków, planetologów oraz innych specjalistów zajmujących się naukami o Ziemi.

## Definicje
Mimo istnienia Międzynarodowej Unii Nauk Geologicznych (IUGS), uznawanej na całym świecie organizacji, której zadaniem jest promowanie porozumienia w sprawie nomenklatury i klasyfikacji w różnych dyscyplinach nauk o Ziemi, nie udało się jeszcze stworzyć formalnej geofizycznej definicji terminu „planeta”. W rezultacie wśród profesjonalistów zajmujących się tymi dyscyplinami funkcjonują różne definicje geofizyczne. Wielu specjalistów decyduje się na stosowanie jednej z tych definicji, część zaś pozostaje przy oficjalnej astronomicznej definicji ustalonej przez Międzynarodową Unię Astronomiczną (IAU) i przyjętej w sierpniu 2006 roku.

Jedną z powszechnie akceptowanych geofizycznych definicji planety jest pochodząca z 2002 roku definicja autorstwa planetologów Alana Sterna i Harolda Levisona. Zaproponowali oni następujące reguły w celu ustalania czy dany obiekt może być określany jako ciało planetarne:

Ciało planetarne definiuje się jako każde ciało w przestrzeni kosmicznej, które spełnia następujące sprawdzalne kryteria górnej i dolnej granicy masy: Jeśli jest izolowane od zewnętrznych zaburzeń (np. dynamicznych i termicznych), ciało musi:
1. mieć wystarczająco małą masę, aby w żadnym momencie (przeszłym lub teraźniejszym) nie mogło generować energii w swoim wnętrzu z powodu jakiejkolwiek samowystarczalnej reakcji łańcuchowej syntezy jądrowej (w przeciwnym razie byłoby brązowym karłem lub gwiazdą),
2. być wystarczająco duże, aby jego kształt był określany głównie przez grawitację, a nie siłę mechaniczną lub inne czynniki (np. napięcie powierzchniowe, prędkość obrotową) w czasie krótszym niż czas Hubble’a (w przybliżeniu obecny wiek Wszechświata), tak aby ciało w tej skali czasowej lub krótszej osiągnęło stan równowagi hydrostatycznej w swoim wnętrzu.

Autorzy wyjaśniają swoje rozumowanie, zauważając, że taka definicja wyraźniej przedstawia etapy ewolucji i podstawowe cechy planet. Argumentują, że cechą charakterystyczną planetarności jest „zbiorowe zachowanie masy ciała, które pokonuje siłę mechaniczną i przepływa w kierunku elipsy równowagowej, której kształt jest zdominowany przez jego własną grawitację” oraz że definicja dopuszcza „wczesny okres, w którym grawitacja mogła jeszcze nie w pełni ujawnić się jako dominująca siła”.
Bazując na tej definicji dokonali oni również dalszej klasyfikacji ciał planetarnych:
- Planety: ciała które krążą bezpośrednio wokół swoich gwiazd,
- Satelity wielkości planetarnej: w Układzie Słonecznym największymi są Księżyc, księżyce galileuszowe Jowisza, Tytan i Tryton,
- Niezwiązane planety: samotne planety w przestrzeni międzygwiazdowej,
- Podwójne planety: układy, w których planeta i masywny satelita krążą wokół punktu znajdującego się pomiędzy dwoma ciałami (jedynym znanym przykładem w Układzie Słonecznym jest Pluton–Charon).

Ponadto wyróżnili oni ważne kategorie dynamiczne:
- ang. Überplanets („Überplanety”): krążą wokół gwiazd i są wystarczająco dominujące, aby oczyścić swoje otoczenie z planetozymali w czasie Hubble’a,
- ang. Unterplanets („Unterplanety”): nie mogą oczyścić swojego sąsiedztwa[c], na przykład znajdują się na niestabilnych orbitach, albo są w rezonansie z masywniejszym ciałem lub krążą wokół niego.

W wersji z 2018 roku, powyższa definicja uznaje za planety wszystkie wymienione wyżej ciała planetarne. Została ona sformułowana z myślą o szerszym gronie odbiorców i miała stanowić alternatywę dla definicji planety stosowanej przez Międzynarodową Unię Astronomiczną. Zwrócono uwagę na fakt, iż planetolodzy uważają inną definicję planety za bardziej przydatną w swojej dziedzinie, tak samo jak różne dziedziny nauki odmiennie definiują np. metal. Według niej planeta to:

ciało o masie podgwiazdowej, w którym nigdy nie doszło do syntezy jądrowej i które ma wystarczającą grawitację, by uzyskać kształt okrągły dzięki równowadze hydrostatycznej, niezależnie od parametrów orbity.

### Niestosowane kryterium równowagi hydrostatycznej
W momencie definiowania planety przez Międzynarodową Unię Astronomiczną w 2006 roku uważano, że granica, w której lodowe ciała niebieskie mogą znajdować się w równowadze hydrostatycznej, wynosi około 400 km średnicy, co sugeruje, że w pasie Kuipera i dysku rozproszonym znajduje się duża liczba planet karłowatych. Jednak już w 2010 roku wiadomo było, że lodowe księżyce o średnicy do 1500 km (np. Japet) nie znajdują się w stanie równowagi. Japet jest okrągły, ale zbyt spłaszczony w stosunku do swojego obecnego obrotu: ma kształt równowagowy dla okresu obrotu wynoszącego 16 godzin, a nie dla swojego rzeczywistego obrotu wynoszącego 79 dni. Może to wynikać z faktu, że kształt Japeta został zamrożony na skutek utworzenia się grubej skorupy wkrótce po jego uformowaniu, a jego obrót nadal zwalniał z powodu rozpraszania pływowego, aż do momentu zablokowania pływowego. Większość definicji geofizycznych jednak i tak wymienia takie ciała jako planety, jest tak także w przypadku definicji astronomicznej IAU (obecnie wiadomo, że Merkury nie znajduje się w równowadze hydrostatycznej, ale mimo to powszechnie uważa się go za planetę).

### Aktywność geologiczna
Analiza obrazów z sond kosmicznych wskazuje, że próg, po przekroczeniu którego obiekt staje się wystarczająco duży, aby mógł zostać zaokrąglony przez własną grawitację (czy to w wyniku działania samych sił grawitacyjnych, jak w przypadku Plutona i Tytana, czy też w wyniku działania ciepła pływowego, jak w przypadku Io i Europy), stanowi w przybliżeniu próg aktywności geologicznej. Istnieją jednak wyjątki, takie jak Kallisto i Mimas, które mają kształty równowagowe (historyczne w przypadku Mimasa), ale nie wykazują żadnych oznak przeszłej lub obecnej endogenicznej aktywności geologicznej, oraz Enceladus, który jest aktywny geologicznie ze względu na nagrzewanie pływowe, ale obecnie najprawdopodobniej nie znajduje się w stanie równowagi.

### Przypadki graniczne
Można zauważyć pewne rozbieżności w sposobie, w jaki planetolodzy klasyfikują obiekty graniczne, takie jak planetoidy Pallas i Westa, które są prawdopodobnie przetrwałymi do dziś protoplanetami, większymi od niektórych wyraźnie elipsoidalnych obiektów, lecz które obecnie nie są zbyt okrągłe (choć Westa prawdopodobnie była okrągła w przeszłości). Niektóre definicje je uwzględniają, podczas gdy inne nie.
W 2009 roku Jean-Luc Margot, który zaproponował matematyczne kryterium oczyszczania sąsiedztwa planety, i Levison zasugerowali, że „okrągłość” powinna odnosić się do ciał, których siły grawitacyjne przekraczają ich materiałową wytrzymałość, i właśnie takie okrągłe ciała można nazwać „światami”. Zauważyli oni, że taka klasyfikacja geofizyczna jest trafna i niekoniecznie stoi w sprzeczności z dynamiczną koncepcją planety: planeta definiowana dynamicznie stanowi dla nich podzbiór terminu „świat” (który obejmuje również planety karłowate, okrągłe księżyce i obiekty swobodnie dryfujące w przestrzeni kosmicznej). Podkreślili oni jednak, że taksonomia oparta na okrągłości jest wysoce problematyczna, ponieważ okrągłość bardzo rzadko można zaobserwować bezpośrednio, jest wielkością ciągłą, a określanie jej na podstawie rozmiaru lub masy prowadzi do nieścisłości, gdyż wytrzymałość materiału planetarnego zależy od temperatury, składu i proporcji mieszania. Na przykład lodowy Mimas jest okrągły i ma średnicę 396 km, ale skalista Westa nie jest okrągła przy średnicy 525 km. Stwierdzili oni zatem, że można tolerować pewną niepewność przy klasyfikowaniu obiektu jako świata, podczas gdy jego klasyfikację dynamiczną można po prostu określić na podstawie masy i okresu orbitalnego.

## Definicje geofizyczne a definicja IAU

### Porównanie z definicją planety według IAU
Niektóre definicje geofizyczne częściowo pokrywają się z definicją IAU, która mówi, że w Układzie Słonecznym planeta to ciało niebieskie krążące wokół Słońca, na tyle masywne, że może zostać zaokrąglone przez własną grawitację i jednocześnie, które oczyściło otoczenie swojej orbity, podczas gdy inne są mniej lub bardziej równoważne drugiemu jej członowi. Definicja Sterna i Runyona z 2018 roku wyklucza pierwszą klauzulę definicji IAU (mówiącą, że planeta musi krążyć wokół gwiazdy) i trzecią klauzulę (mówiącą, że planeta oczyściła już swoje otoczenie). Dlatego właśnie planety karłowate i księżyce o masie planety zaliczają się w niej do planet.
Międzynarodowa Unia Astronomiczna uznaje obecnie następujące pięć obiektów za planety karłowate, lub też nadaje im nazwy jakie zwyczajowo zarezerwowane są dla planet, choć w przypadku ostatnich trzech nie wykazano, że są one planetami karłowatymi: Ceres, Pluton (planeta karłowata o największym znanym promieniu), Eris (planeta karłowata o największej znanej masie), Haumea i Makemake. Astronomowie zazwyczaj uwzględniają te pięć, a także sześć dodatkowych: Quaoar, Sedna, Orcus, Gonggong, Salacia i Máni.

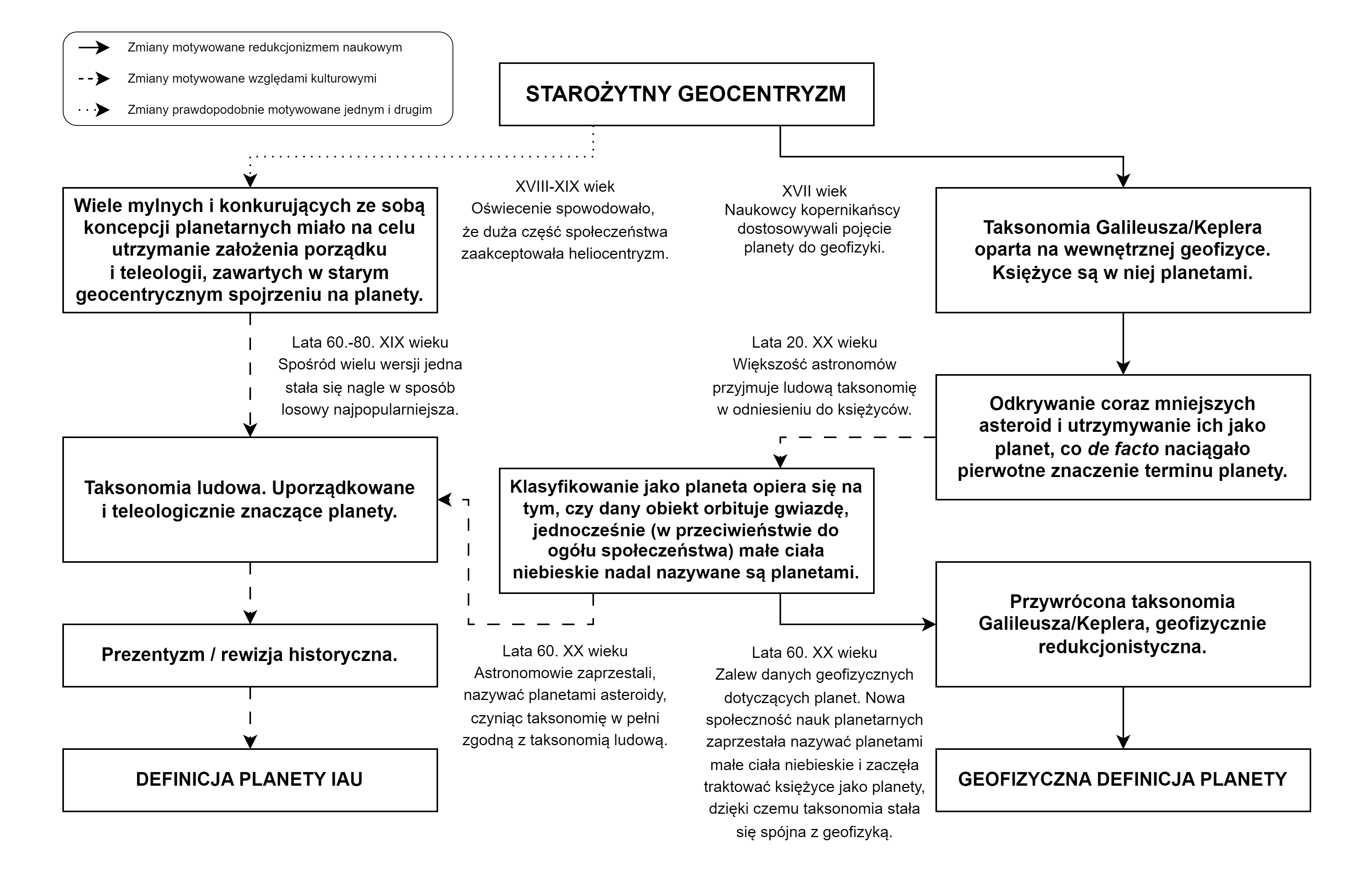
Historycznie poprawny (wynikający z literatury) schemat ewolucji koncepcji terminu planety, obejmujący zarówno naukowców, jak i kulturę oraz ich wzajemne interakcje. W 2002 roku Metzger i in. zasugerowali, że decyzja podjęta przez IAU zakorzeniona była w kulturze, a jej rzekomo naukowe podstawy opierały się na rewizjonizmie historycznym, który przysłonił fakt wywodzenia się definicji IAU z taksonomii ludowej, która w przeszłości starała się utrzymać założenia porządku i teleologii oparte jeszcze na starożytnym geocentryzmie. Dla kontrastu, stojąc rzekomo w opozycji do definicji IAU, geofizyczne definicje planety opierać się mają na przywróconej i geofizycznie zredukowanej naukowej taksonomii galileuszowskiej i keplerowskiej, która to opierała się na wewnętrznej geofizyce ciał niebieskich

### Reakcja na definicję IAU
Wielu krytyków definicji Międzynarodowej Unii Astronomicznej skupiło się na zachowaniu statusu Plutona jako planety i nie było zainteresowanych debatą ani dyskusją na temat tego, jak należy definiować termin „planeta” w naukach o Ziemi. Petycja z 2006 roku odrzucająca definicję IAU zebrała ponad 300 podpisów naukowców, choć nie wszyscy jej krytycy poparli alternatywną definicję nie uwzględniającą kryterium oczyszczenia sąsiedztwa ciała niebieskiego.
Inni krytycy kwestionowali samą definicję i chcieli stworzyć definicje alternatywne, które można by wykorzystać w różnych dyscyplinach. Geofizyczna definicja planety zaproponowana przez Sterna i Levisona stanowi alternatywę dla definicji planety przyjętej przez Międzynarodową Unię Astronomiczną i miałaby ona potencjalnie zostać uznaną za oficjalną definicję geofizyczną. Definicja IAU, jak twierdzą Stern i Levison, przeznaczona jest raczej dla astronomów (mimo tego niektórzy geolodzy jednak opowiadają się za nią). Zwolennicy geofizycznej definicji Sterna i Levisona wykazali, że takie koncepcje planety były używane przez planetologów przez dziesięciolecia i są używane nadal po ustanowieniu definicji IAU, a planetoidy były rutynowo uważane za „mniejsze” planety (ang. „minor” planets), chociaż sposób użycia tego terminu znacznie się między sobą różnił.

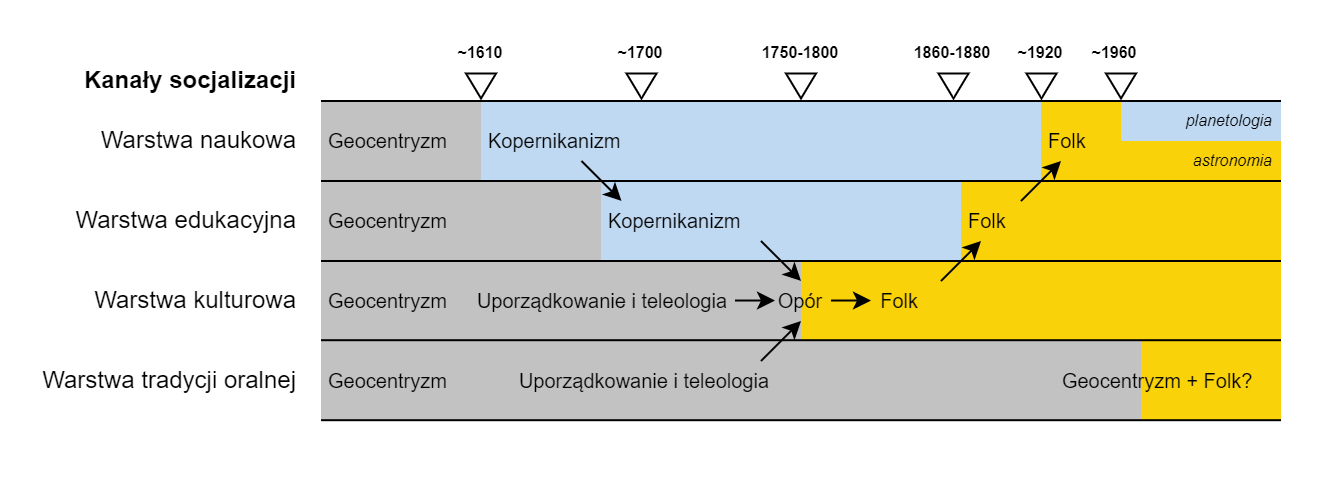
Kanały socjalizacji koncepcji planet pokazujące dominującą koncepcję planety w czterech warstwach wzdłuż osi czasu. Okres oporu w publikacjach poziomu 3 pokrywa się z rozdęciem kopernikańskich list planet przez satelity i planetoidy. Publikacje kulturowe opierały się temu rozdęciu, ponieważ zaburzało ono porządek, który był niezbędny w astrologicznych i teleologicznych interpretacjach kosmosu. To doprowadziło autorów poziomu 3 do opracowania uproszczonej i uporządkowanej taksonomii ludowej na początku i w połowie XIX wieku. Taksonomia ludowa została przyjęta w publikacjach poziomu 2 od 1857 do 1880 roku, a następnie w publikacjach poziomu 1 w latach 20. XX wieku. Planetolodzy ponownie odkryli i zaczęli używać redukcjonistyczną taksonomię kopernikańską około 1960 roku, co w następstwie doprowadziło do podziału między astronomami a geofizykami, gdy IAU formalnie przyjęła taksonomię ludową w 2006 roku

## Planety geofizyczne w Układzie Słonecznym

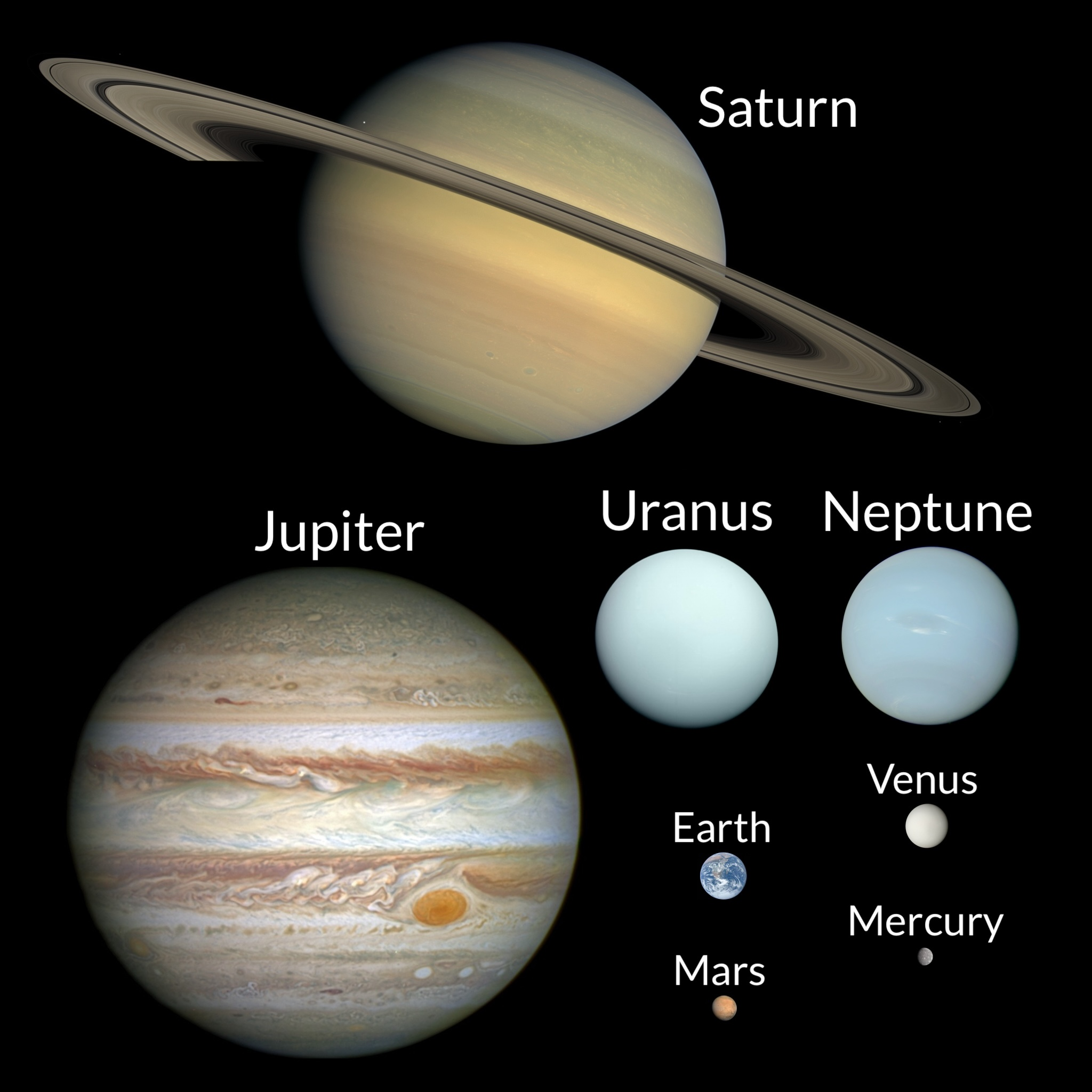
Planety główne

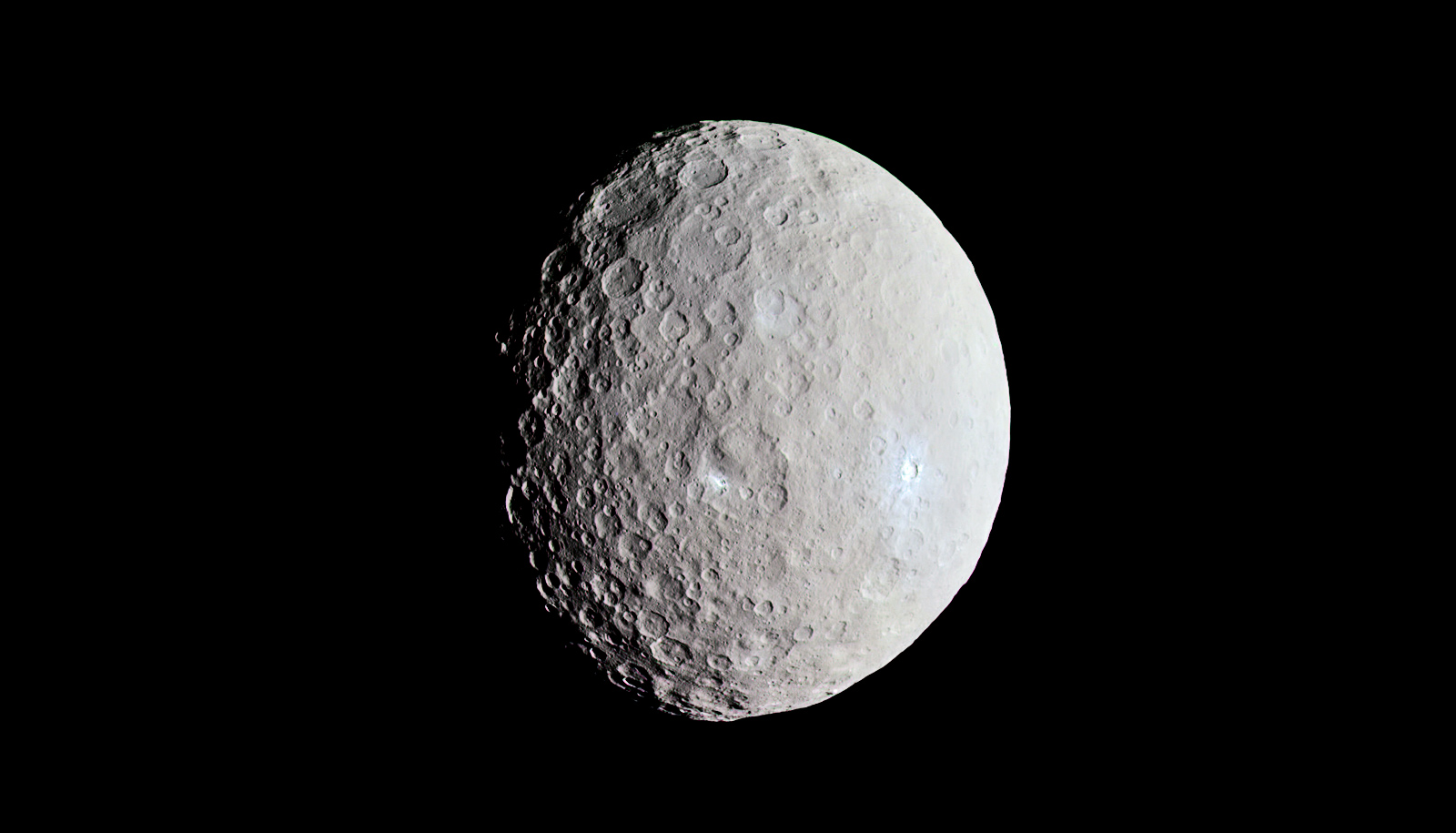
Ceres

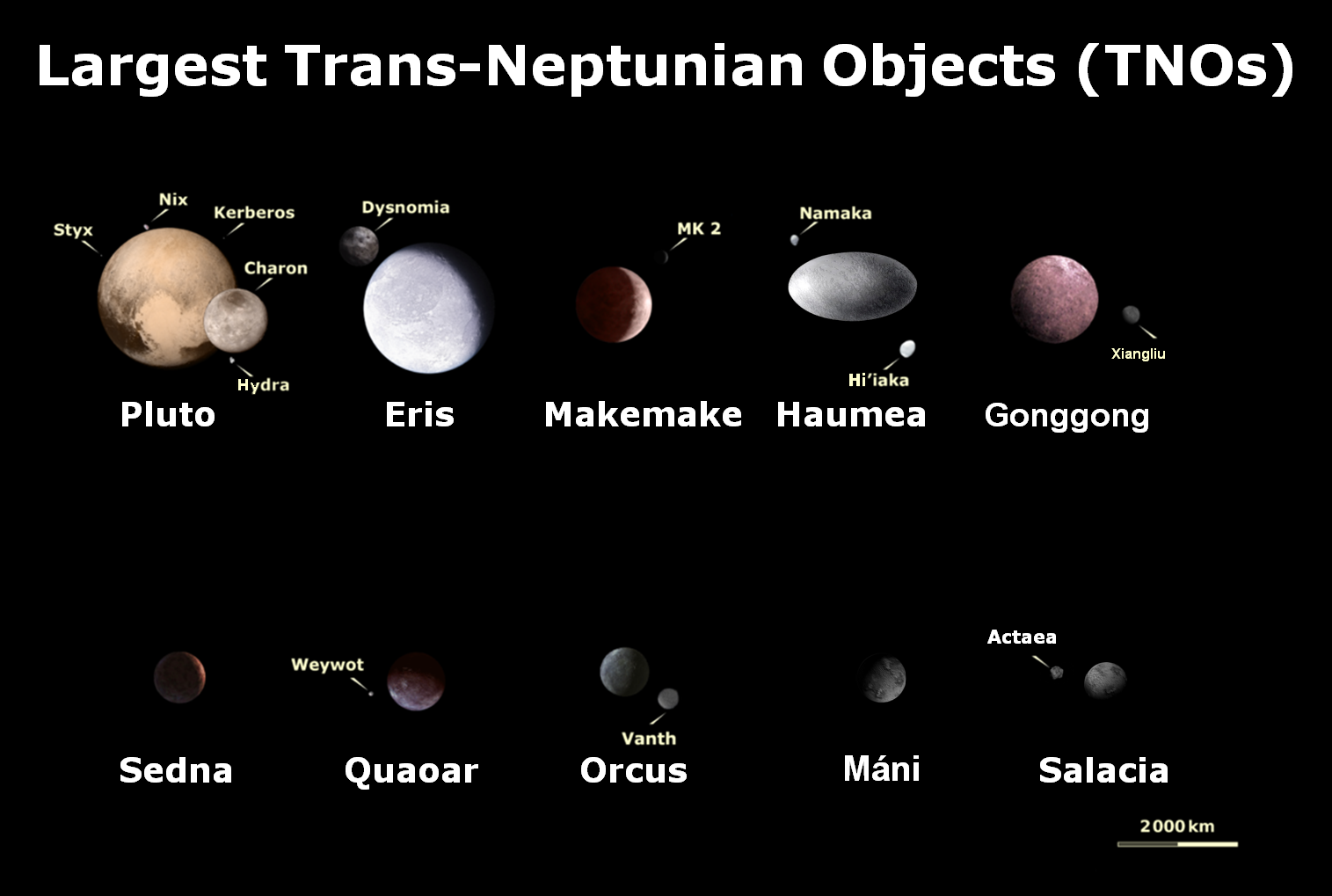
Największe obiekty transneptunowe

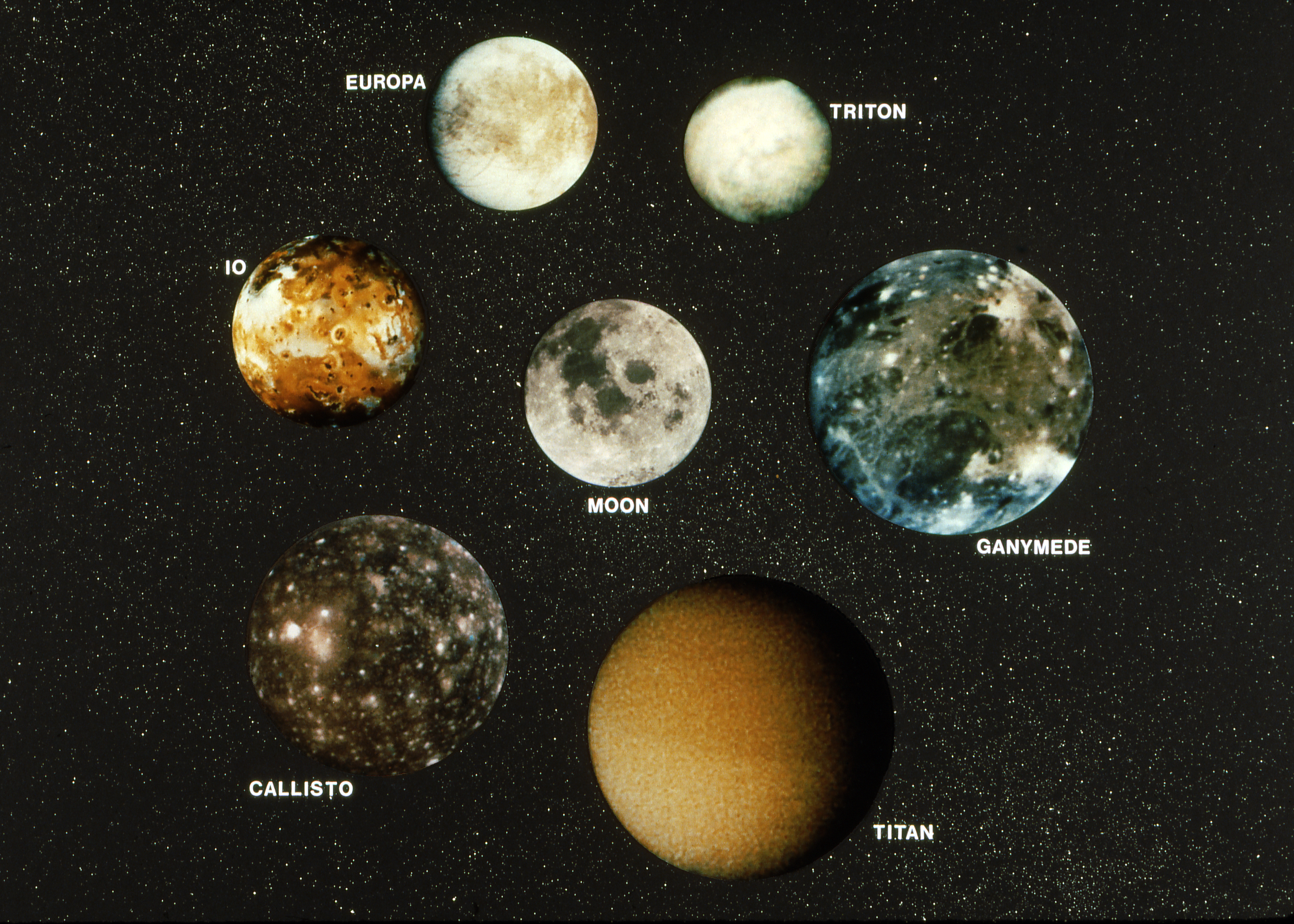
Wybrane księżyce

Liczby planet geofizycznych w Układzie Słonecznym nie da się obiektywnie określić, gdyż zależy ona od dokładnej definicji oraz szczegółowej wiedzy na temat szeregu słabo obserwowanych ciał niebieskich. Istnieją też wspomniane wyżej przypadki graniczne. 
W 2019 roku Grundy i in. twierdzili, że obiekty transneptunowe, o średnicy nawet do 1000 km (np. 2002 UX25 i Gǃkúnǁʼhòmdímà), nigdy nie skompresowały swojej wewnętrznej porowatości, i w związku z tym nie są ciałami planetarnymi. W roku 2023 Emery i in. argumentowali za podobnym progiem dla ewolucji chemicznej w regionie transneptunowym. Tak wysoki próg sugeruje, że co najwyżej jedenaście znanych obiektów transneptunowych może być planetami geofizycznymi: Pluton, Eris, Haumea, Makemake, Gonggong, Charon, Quaoar, Orcus, Sedna, Salacia i Máni.

### Lista planet geofizycznych w Układzie Słonecznym
Do ciał niebieskich powszechnie uznawanych za planety geofizyczne zalicza się następujące 38 obiektów:
- osiem planet głównych:
  -  Merkury,
  -  Wenus,
  -  Ziemia,
  -  Mars,
  -  Jowisz,
  -  Saturn,
  -  Uran,
  -  Neptun,

- jedenaście planet karłowatych[12][23]: 
  -  Ceres,
  -  Orkus,
  -  Pluton,
  -  Haumea,
  -  Quaoar,
  -  Makemake,
  -  Gonggong,
  -  Eris,
  -  Sedna,
  -  Salacia,
  -  Máni,
- dziewiętnaście księżyców o masie planetarnej[12]:
  -  Księżyc (Ziemia I),
  -  Io (Jowisz I),
  -  Europa (Jowisz II),
  -  Ganimedes (Jowisz III),
  -  Kallisto (Jowisz IV),
  -  Mimas (Saturn I),
  -  Enceladus (Saturn II),
  -  Tetyda (Saturn III),
  -  Dione (Saturn IV),
  -  Rhea (Saturn V),
  -  Tytan (Saturn VI),
  -  Japet (Saturn VIII),
  -  Miranda (Uran V),
  -  Ariel (Uran I),
  -  Umbriel (Uran II),
  -  Tytania (Uran III),
  -  Oberon (Uran IV),
  -  Tryton (Neptun I),
  -  Charon (Pluton I).

Czasami uwzględniane są także inne obiekty, takie jak planetoidy Pallas, Westa i Hygiea (większe od Mimasa, ale Pallas i Westa wyraźnie nie są okrągłe); drugi co do wielkości księżyc Neptuna, Proteus (większy od Mimasa, ale nadal nie okrągły); lub niektóre inne obiekty transneptunowe, które potencjalnie mogą być planetami karłowatymi.

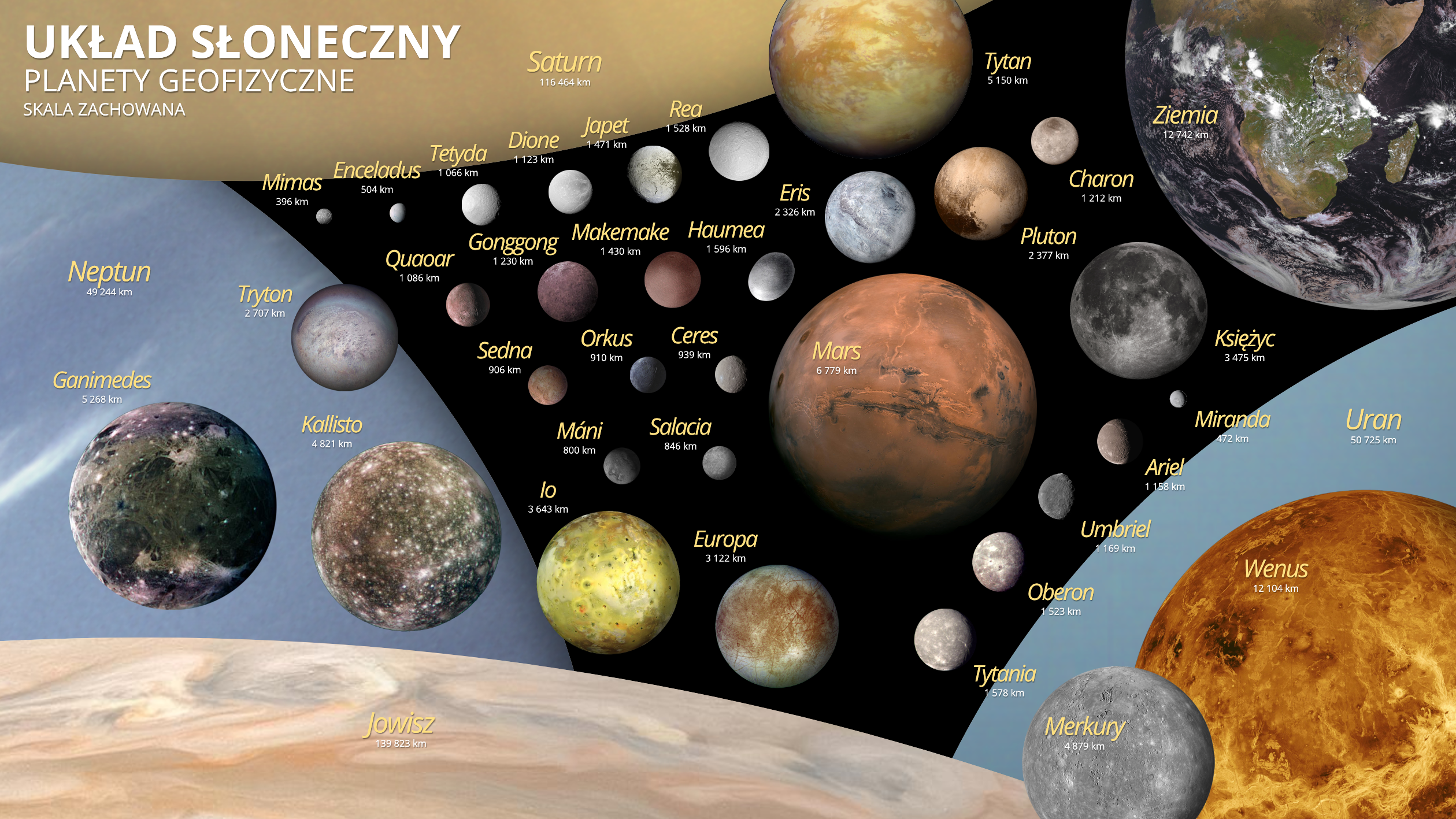
Układ Słoneczny – ciała niebieskie spełniające kryteria geofizycznej definicji planety

## Zastosowanie do egzoplanet

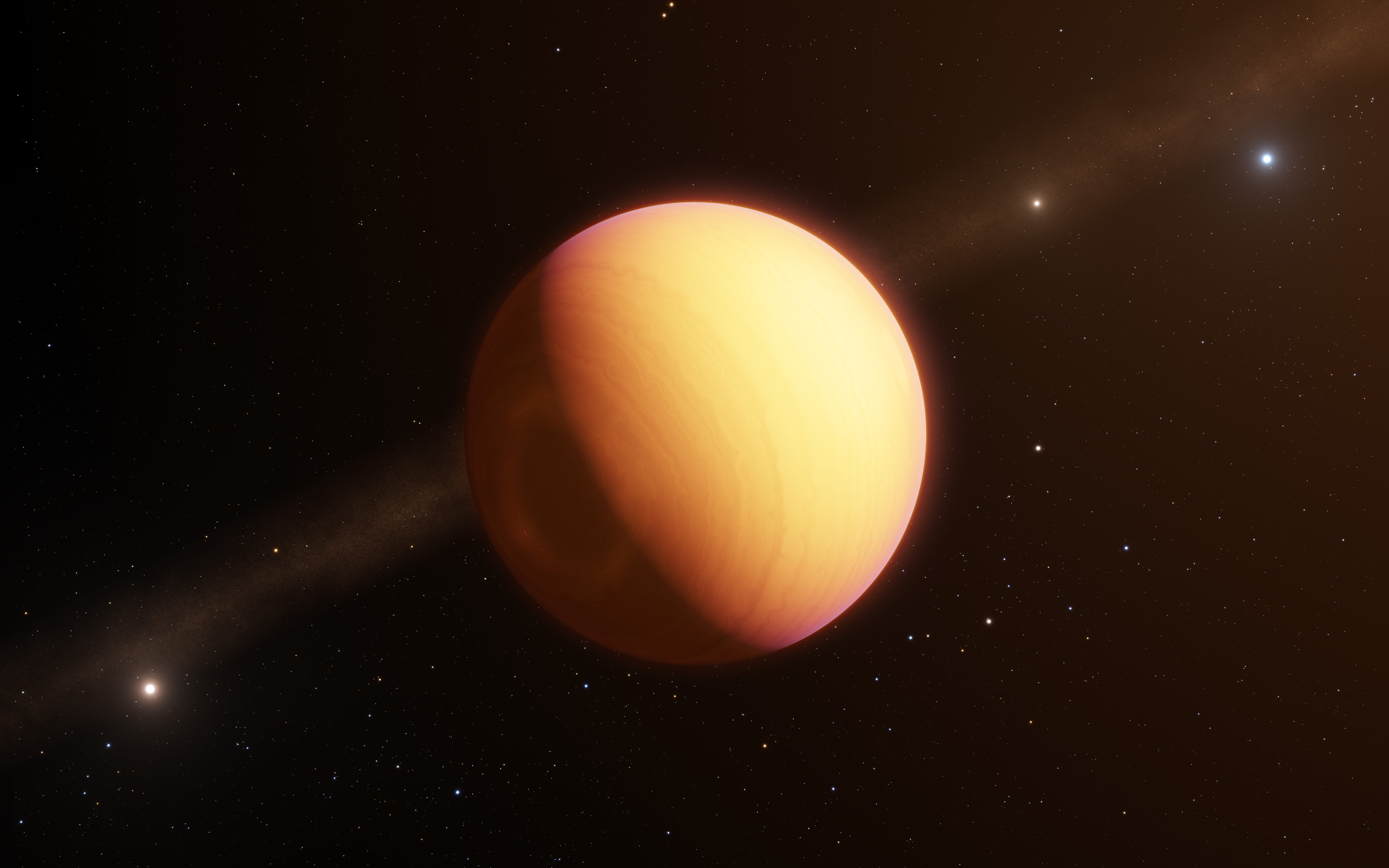
Wizja artystyczna gazowego olbrzyma HR 8799 e, orbitującego położoną w gwiazdozbiorze Pegaza gwiazdę HR 8799, odległą od Ziemi o 129 lat świetlnych

Definicje geofizyczne były stosowane do zdefiniowania egzoplanet. Definicja Międzynarodowej Unii Astronomicznej z 2006 roku celowo nie uwzględnia komplikacji związanych z egzoplanetami, choć w 2003 roku przedstawiciele IAU oświadczyli, że „minimalna masa wymagana, aby obiekt pozasłoneczny został uznany za planetę, powinna być taka sama, jak ta stosowana w Układzie Słonecznym”. Chociaż niektóre definicje geofizyczne różniące się od definicji Międzynarodowej Unii Astronomicznej mają teoretycznie zastosowanie do egzoplanet i planet swobodnych, to w praktyce nie są stosowane z powodu niewiedzy na temat właściwości geofizycznych większości egzoplanet. Definicje geofizyczne zazwyczaj wykluczają obiekty, w których kiedykolwiek doszło do syntezy jądrowej, a zatem mogą wykluczać zarówno obiekty o większej masie zawarte w katalogach egzoplanet, jak i obiekty o mniejszej masie. W Extrasolar Planets Encyclopaedia, Exoplanet Data Explorer i NASA Exoplanet Archive uwzględniono obiekty znacznie masywniejsze od teoretycznego progu 13-krotności masy Jowisza, przy którym uważa się, że zaczyna zachodzić fuzja deuteru, z następujących powodów: niepewności co do tego, w jaki sposób ograniczenie to miałoby zastosowanie do ciała o skalistym jądrze, niepewności co do mas egzoplanet oraz debaty na temat tego, czy bardziej odpowiednim kryterium odróżniania planety od gwiazdy jest fuzja deuteru czy mechanizm jej powstawania. Niepewności te dotyczą również koncepcji planety według Międzynarodowej Unii Astronomicznej.